# Vințu de Jos
Vințu de Jos [ˈvintsu de jos] (deutsch Winz, Unterwintz, Unter-Wintz oder Alwinz, ungarisch Alvinc) ist eine rumänische Gemeinde im Kreis Alba in der Region Siebenbürgen.
Vințu de Jos ist auch unter den deutschen Bezeichnungen Winzendorf und Weinsdorf bekannt.

## Geographische Lage

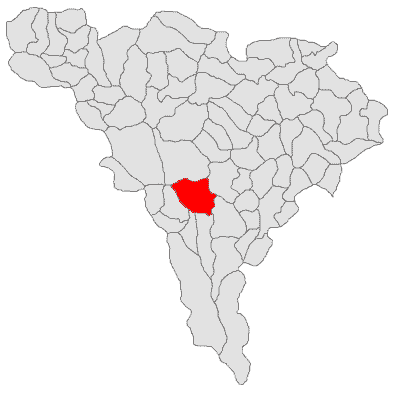
Lage der Gemeinde Vințu de Jos im Kreis Alba

Die Gemeinde Vințu de Jos liegt im Unterwald, im Südwesten des Siebenbürgischen Beckens. Das Gemeindezentrum befindet sich an der Mündung des Flusses Pianu – eines linker Zuflusses des Mureș –, der Europastraße 68, der Kreisstraße (Drum județean) DJ 107C und der Bahnstrecke Arad–Alba Iulia 10 Kilometer nordwestlich von Sebeș; die Kreishauptstadt Alba Iulia liegt etwa 16 Kilometer nordöstlich von Vințu de Jos entfernt.

## Geschichte
Die Geschichte der Besiedlung der Region reicht bis in die Jungsteinzeit zurück. Auf dem Gebiet der Gemeinde wurden – auf von den Einheimischen Sibișeni und Valea Rea genannten Arealen – nach Angaben von C. Gooss, Grigore Tocilescu, M. Roska, G. Téglás uva. zahlreiche Funde gemacht, welche auf Behausungen der Jungsteinzeit und der Römerzeit deuten.
Der Ort Vințu de Jos wurde erstmals 1248 (1486 unter Alwijncz) urkundlich erwähnt. Im Mittelalter war der Ort ein blühender Marktflecken im Komitat Unterweißenburg, mit einem Hafen für Salzhandel und andere Rohstoffe der Region. 1621 siedelten sich Hutterer am Ort an, die hier einen Bruderhof aufbauten, der bis zur Rekatholisierung Mitte des 18. Jahrhunderts Bestand hatte.

## Bevölkerung
Die Bevölkerung der Gemeinde entwickelte sich wie folgt:
| 1850 | 4117 | 3043 | 619 | 92 | 363           |
| 1900 | 4936 | 3971 | 813 | 55 | 97            |
| 1977 | 5773 | 5491 | 105 | 14 | 163           |
| 2002 | 5295 | 5108 | 76  | 8  | 103           |
| 2011 | 4801 | 4453 | 46  | 4  | 298           |
| 2021 | 4923 | 4510 | 35  | 2  | 376 (25 Roma) |

Die höchste Einwohnerzahl der heutigen Gemeinde – und gleichzeitig die der Rumänen – wurde 1977 ermittelt. Die höchste Bevölkerungszahl der Deutschen wurde 1850, der Ungarn (848) 1890 und die der Roma (226) 1850 registriert. Darüber hinaus bezeichneten sich 1880 und 2002 je ein und 1930 drei Einwohner als Ukrainer, 2002 einer als Serbe. Fast bei jeder Aufnahme seit 1880 – außer 1977 und 2002 – wurden auch Slowaken, die höchste Anzahl (14) wurde 1910 registriert. 2011 wurden des Weiteren 81 Roma, drei Türken, vier Italiener, ein Bulgare und ein Tscheche ermittelt.
Die Hauptbeschäftigung der Bevölkerung sind heute die Landwirtschaft, die Viehzucht und der Obstbau. Verschiedene kleinere Industriebetriebe sind hier angesiedelt.

## Sehenswürdigkeiten
- Die Ruinen des Schlosses Martinuzzi – ein im Stil der Renaissance gebautes Schloss –, in welchem Kardinal G. Martinuzzi (Bruder Georg) seine Residenz von 1545 bis 1551 hatte. Unter Gábor Bethlen wurde das Schloss umgebaut; 1773 wurde die barocke Toreinfahrt errichtet.[6] Das Schloss steht unter Denkmalschutz.[9]
- Die Ruinen der evangelischen Kirche, einer gotischen Basilika, im 14. Jahrhundert errichtet, deren Turm im 19. Jahrhundert angebaut wurde, stehen unter Denkmalschutz.[9]
- Die rumänisch-orthodoxe Kirche Adormirea Maicii Domnului, ca. 1700 errichtet, steht unter Denkmalschutz.[9]
- Das Anwesen des römisch-katholischen Klosters in Vințu de Jos, 1726 errichtet, steht unter Denkmalschutz.[9]
- Die Ruinen der Zebenik-Burg („Cetatea Zebernic“), einst eine mittelalterliche Burganlage oberhalb des eingemeindeten Dorfes Valea Vințului (ung. Vincipatak), 1248 erstmals urkundlich erwähnt, 1529 zerstört. 1638 wurde die Burg von den deutschsprachigen Hutterern (einem Zweig der reformatorischen Täuferbewegung)[10] aus Böhmen übernommen, diese errichteten hier eine Keramikmanufaktur und erzeugten die Habaner-Keramik – das erste feine Keramik-Geschirr aus Siebenbürgen –, bis im 18. Jahrhundert ein Brand die Manufaktur zerstörte.[6]

## Persönlichkeiten
- Zsigmond Kemény (1814–1875), ungarischer Schriftsteller, Publizist und Politiker
- Simone Genga italienischer Militärarchitekt, † 1601 in Vințu de Jos